# Premierzy Abchazji

## Chronologiczna lista
| #    | Imię i nazwisko                    | Kadencja            | Kadencja            | Partia polityczna                     | Partia polityczna |
| #    | Imię i nazwisko                    | Od                  | Do                  | Partia polityczna                     | Partia polityczna |
| ---- | ---------------------------------- | ------------------- | ------------------- | ------------------------------------- | ----------------- |
| 1    | Waża Zarandia (1932–)              | 5 maja 1992         | 12 grudnia 1993     | bezpartyjny                           |                   |
| 2    | Sokrat Dżindżolia (1937–)          | grudzień 1993       | 26 listopada 1994   | bezpartyjny                           |                   |
| 3    | Gennadi Gagulia (1948–2018)        | styczeń 1995        | 29 kwietnia 1997    | bezpartyjny                           |                   |
| 4    | Siergiej Bagapsz (1949–2011)       | 29 kwietnia 1997    | grudzień 1999       | bezpartyjny                           |                   |
| 5    | Wjaczesław Cugba (1944–)           | 30 grudnia 1999     | 30 maja 2001        | bezpartyjny                           |                   |
| 6    | Anri Dżergenia (1941–2020)         | 7 czerwca 2001      | 29 listopada 2002   | bezpartyjny                           |                   |
| 7    | Gennadi Gagulia (1948–2018)        | 29 listopada 2002   | 8 kwietnia 2003     | bezpartyjny                           |                   |
| 8    | Raul Chadżymba (1958–)             | 22 kwietnia 2003    | 6 października 2004 | bezpartyjny                           |                   |
| 9    | Nodar Chaszba (1951–)              | 6 października 2004 | 14 lutego 2005      | Zjednoczona Abchazja                  |                   |
| 10   | Aleksandr Ankwab (1952–)           | 14 lutego 2005      | 13 lutego 2010      | Aitaira                               |                   |
| 11   | Siergiej Szamba (1951–)            | 13 lutego 2010      | 27 września 2011    | bezpartyjny                           |                   |
| 12   | Leonid Łakierbaja (1947–)          | 27 września 2011    | 2 czerwca 2014      | Aitaira                               |                   |
| —    | Władimir Diełba (1974–) tymczasowo | 2 czerwca 2014      | 29 września 2014    | bezpartyjny                           |                   |
| 13   | Biesłan Butba (1960–)              | 29 września 2014    | 17 marca 2015       | Partia Rozwoju Gospodarczego Abchazji |                   |
| —    | Szamil Adzynba (1970–) tymczasowo  | 17 marca 2015       | 20 marca 2015       | bezpartyjny                           |                   |
| 14   | Artur Mikwabija (1949–)            | 20 marca 2015       | 26 lipca 2016       | Zjednoczona Abchazja                  |                   |
| —    | Szamil Adzynba (1970–) tymczasowo  | 26 lipca 2016       | 5 sierpnia 2016     | bezpartyjny                           |                   |
| 15   | Biesłan Barcyc (1978–)             | 5 sierpnia 2016     | 24 kwietnia 2018    | bezpartyjny                           |                   |
| 16   | Gennadi Gagulia (1948–2018)        | 24 kwietnia 2018    | 8 września 2018     | bezpartyjny                           |                   |
| —    | Daur Arszba (1962–) tymczasowo     | 8 września 2018     | 18 września 2018    | Forum Jedności Narodowej Abchazji     |                   |
| 17   | Walerij Bganba (1953–)             | 18 września 2018    | 23 kwietnia 2020    | bezpartyjny                           |                   |
| (10) | Aleksandr Ankwab (1952–)           | 23 kwietnia 2020    | 19 listopada 2024   | Aitaira                               |                   |
| -    | Walerij Bganba (1953–) (p.o)       | 19 listopada 2024   | 3 marca 2025        | bezpartyjny                           |                   |
| 18   | Władimir Diełba (1974–)            | 3 marca 2025        |                     | bezpartyjny                           |                   |

## Przewodniczący progruzińskiego rządu Autonomicznej Republiki Abchazji
| # | Imię i nazwisko                     | Kadencja          | Kadencja         |
| # | Imię i nazwisko                     | Od                | Do               |
| - | ----------------------------------- | ----------------- | ---------------- |
| 1 | Tamaz Nadareiszwili (1954–2004)     | 24 listopada 1992 | 18 lipca 1993    |
| 2 | Schiuli Schartawa (1944–1993)       | 18 lipca 1993     | 27 września 1993 |
| 3 | Żurab Erkwania (1951–)              | listopad 1993     | lipiec 1998      |
| 4 | Londer Tsaawa                       | lipiec 1998       | 30 września 2004 |
| 5 | Irakli Alasania (1973–)             | 30 września 2004  | 21 marca 2006    |
| 6 | Malchaz Akiszbaja (1972–)           | 21 marca 2006     | 15 czerwca 2009  |
| 7 | Giorgi Baramia (1966–)              | 15 czerwca 2009   | 8 kwietnia 2013  |
| - | Wachtang Kolbaja (1952–) tymczasowo | 8 kwietnia 2013   | nadal            |